# Neded
Neded (in ungherese Negyed) è un comune della Slovacchia facente parte del distretto di Šaľa, nella regione di Nitra.